# 538 (číslo)
Pět set třicet osm je přirozené číslo. Následuje po čísle pět set třicet sedm a předchází číslu pět set třicet devět. Římskými číslicemi se zapisuje DXXXVIII a řeckými číslicemi φλη.

## Matematika
538 je:
- Deficientní číslo
- Poloprvočíslo
- Nešťastné číslo

## Astronomie
- (538) Friederike je planetka hlavního pásu, kterou objevil v roce 1904 Paul Götz

## Roky
- 538
- 538 př. n. l.